# 11 جمادى الآخرة
- السبت
- الأحد
- الاثنين
- الثلاثاء
- الأربعاء
- الخميس
- الجمعة

- 2830 نوفمبر 2024
- 291 ديسمبر 2024
- 12 ديسمبر 2024
- 23 ديسمبر 2024
- 34 ديسمبر 2024
- 45 ديسمبر 2024
- 56 ديسمبر 2024
- 67 ديسمبر 2024
- 78 ديسمبر 2024
- 89 ديسمبر 2024
- 910 ديسمبر 2024
- 1011 ديسمبر 2024
- 1112 ديسمبر 2024
- 1213 ديسمبر 2024
- 1314 ديسمبر 2024
- 1415 ديسمبر 2024
- 1516 ديسمبر 2024
- 1617 ديسمبر 2024
- 1718 ديسمبر 2024
- 1819 ديسمبر 2024
- 1920 ديسمبر 2024
- 2021 ديسمبر 2024
- 2122 ديسمبر 2024
- 2223 ديسمبر 2024
- 2324 ديسمبر 2024
- 2425 ديسمبر 2024
- 2526 ديسمبر 2024
- 2627 ديسمبر 2024
- 2728 ديسمبر 2024
- 2829 ديسمبر 2024
- 2930 ديسمبر 2024
- 3031 ديسمبر 2024
- 11 يناير 2025
- 22 يناير 2025
- 33 يناير 2025

11 جُمادى الآخرة أو 11 جُمادی‌ الثانية أو يوم 11 \ 6 (اليوم الحادي عشر من الشهر السادس) هو اليوم التاسع والخمسون بعد المائة (159) من أيَّام السنة (أو الستون بعد المائة لو كان شهر ربيع الآخر مُتممًا لليوم الثلاثين أو الحادي والستون بعد المائة لو أتم كلًا من صفر وربيع الآخر ثلاثين يومًا) وفق التقويم الهجري القمري (العربي). يبقى بعده 195 أو 196 يومًا لانتهاء السنة.

## أحداث
- 132 هـ - انتصار العباسيين على الأمويين في معركة الزاب الكبرى ونتج عنها سقوط الدولة الأموية التي استمرت 88 سنة.
- 390 هـ - أخذ البيعة لعبد الرحمن بن معاوية بن هشام بن عبد الملك مؤسس الخلافة الأموية في الأندلس.
- 640 هـ - أبو أحمد عبد الله المستعصم بالله يتولى الخلافة في الدولة العباسية.
- 958 هـ - الأسطول العثماني يستولي على جزيرة مالطا ويقوم بتخريبها، وكانت مالطا من القواعد العسكرية البحرية المزعجة للمسلمين في البحر المتوسط، حيث تضم عددًا من الفرسان الصليبيين المتعصبين ضد الإسلام.
- 1149 هـ - الدولة العثمانية توقع معاهدة إستانبول مع الدولة الصفوية، بعد 6 سنوات من الحرب بين الجانبين.
- 1160 هـ - قتل نادر شاه الأفشاري على يد أحد قادته العسكريين في مدينة قوتشان بخراسان.
- 1246 هـ - القوات الفرنسية تفشل في اقتحام مدينة البليدة الجزائرية بسبب مقاومة السكان.
- 1272 هـ - السلطان العثماني عبد المجيد الأول يصدر فرمانًا عرف باسم «إصلاحات خط همايوني» حول أوضاع المسيحيين في الدولة العثمانية، وقد تعرض هذا الفرمان لانتقادات كبيرة داخل الدولة.
- 1342 هـ - الباي الملك التونسي محمد الحبيب يصادق على قانون التجنيس الذي عرضه عليه المقيم الفرنسي، والذي يقضي بفتح أبواب الجنسية للتونسيين، وتمكين المتجنسين من جميع الامتيازات التي يتمتع بها الفرنسيون.
- 1348 هـ - «الحزب الشيوعي الإندونيسي» يشعل ثوره ضد الاحتلال الهولندي في جاوة الغربية.
- 1393 هـ - الكشف عن محاولة لاغتيال القيادي الفلسطيني سعيد السبع في مدينة طرابلس شمال لبنان كان يقف خلفها جهاز الموساد.
- 1413 هـ - صدام بين المتطرفين الهندوس والمسلمين في «أيوديا» بولاية أتر برديش الهندية بعدما حاول الهندوس هدم مسجد بابري لإقامة ضريح إلإله الهندوسي راما.
- 1416 هـ - اغتيال رئيس الوزراء الإسرائيلي إسحاق رابين على يد اليهودي المتطرف إيجال عامير.
- 1430 هـ - الرئيس الأمريكي باراك أوباما يزور مصر لأول مرة ويدعو في خطابه الموجه إلى العالم الإسلامي من جامعة القاهرة إلى فتح صفحة جديدة بين الولايات المتحدة والمسلمين تمكنهم سويًا من مواجهة التطرف والعنف حول العالم وتحقيق السلام في الشرق الأوسط.
- 1434 هـ - ارتكاب مجزرة جديدة الفضل في سورية ومقتل 566 مدني فيها.
- 1437 هـ - مقتل 18 شرطيا في هجوم مسلح على نقطة أمن في مدينة العريش المصرية.

## مواليد
- 1013 هـ - عثمان الثاني، سلطان عثماني.
- 1357 هـ - نبيلة السيد، ممثلة مصرية.
- 1360 هـ -
  - محمود الحديني، ممثل مصري.
  - يحيى العلمي، مخرج مصري.
- 1366 هـ - خليل إسماعيل، ممثل كويتي.
- 1375 هـ - الوناس معطوب، مغني جزائري أمازيغي من منطقة القبائل.
- 1380 هـ - هيام عباس، ممثلة ومخرجة وكاتبة من عرب 48.
- 1400 هـ - هشام ماجد، ممثل وكاتب مصري.

## وفيات
- 398 هـ - بديع الزمان الهمذاني، أديب وشاعر مسلم فارسي.
- 640 هـ - أبو جعفر منصور المستنصر بالله، الخليفة العباسي في بغداد السادس والثلاثون.
- 1160 هـ - نادر شاه الأفشاري، مؤسس السلالة الأفشارية في إيران.
- 1397 هـ - يوسف أبو الخدود، مخترع أمريكي من أصل لبناني.
- 1416 هـ - إسحاق رابين، رئيس وزراء إسرائيل حاصل على جائزة نوبل للسلام.
- 1427 هـ - إلياس الهراوي، رئيس الجمهورية اللبنانية العاشر.
- 1429 هـ - بهنام الصائغ، طبيب وجراح وأكاديمي عراقي.
- 1442 هـ - عبلة الكحلاوي، داعية إسلامية مصرية.
- 1443 هـ - علي الهويريني ، مفكر وفيلسوف سعودي.

## وصلات خارجية
- موقع قصة الإسلام: حدث في شهر جُمادى الآخرة.